# Circuito de Getxo
Circuito de Getxo (lub Memoriał Ricardo Otxoa) – kolarski wyścig jednodniowy, rozgrywany w Hiszpanii od 1924. Zaliczany jest do cyklu UCI Europe Tour, w którym posiada kategorię 1.1. Start i meta wyścigu znajduje się w Getxo w Kraju Basków.
Rekordzistą pod względem zwycięstw jest Hiszpan, Fédérico Ezquerra, który trzykrotnie stawał na najwyższym stopniu podium.

## Lista zwycięzców
Opracowano na podstawie:
| Rok  | Pierwsze                          | Drugie                          | Trzecie                         |
| ---- | --------------------------------- | ------------------------------- | ------------------------------- |
| 1924 | Domingo Gutiérrez                 | Segundo Barruetabeña            | Miguel Serrano                  |
| 1925 | Francisco Cepeda                  | Remigio Loroño                  | Jacinto Suarez                  |
| 1926 | Segundo Barruetabeña              | Francisco Cepeda                | Domingo Gutiérrez               |
| 1927 | Dióscoro Alonso                   | Domingo Gutiérrez               | Ramón Abad                      |
| 1928 | Manuel López                      | Eduardo Fernández               | Claudio Zenon                   |
| 1929 | Francisco Cepeda                  | Jesús García                    | Eugenio Madrazo                 |
| 1930 | Mariano Cañardo                   | Cesareo Sarduy                  | Dionisio Fernández              |
| 1934 | José Urdangarin                   | Bernardo De Castro              | Ramón Ruiz Trillo               |
| 1935 | Fédérico Ezquerra                 | Antonio Escuriet                | Salvador Molina                 |
| 1940 | Fédérico Ezquerra                 | José Félix Ezcauriaza           | Ángel Bilbao                    |
| 1941 | Julián Berrendero                 | Ignacio Orbaiceta               | Fermín Trueba                   |
| 1942 | Fédérico Ezquerra                 | Martín Mancisidor Chirapozo     | Isidro Bejerano                 |
| 1943 | Martín Mancisidor Chirapozo       | Fernando Murcia Legaz           | Fédérico Ezquerra               |
| 1944 | Julián Berrendero                 | Martín Mancisidor Chirapozo     | Fermín Trueba                   |
| 1945 | Cipriano Aguirrezabal Gallastegui | Fermín Trueba                   | Miguel Lizarazu                 |
| 1946 | Cipriano Aguirrezabal Gallastegui | Julián Aguirrezabal Gallastegui | Miguel Lizarazu                 |
| 1947 | Miquel Gual Bauzà                 | Bernardo Capó                   | Emilio Rodríguez                |
| 1948 | Juan Jáuregui                     | Francisco Torres                | Francisco Michelena             |
| 1949 | Jesús Loroño                      | Pedro Lizaso                    | Jesús Morales Erostarbe         |
| 1950 | Jesús Morales Erostarbe           | Martín Mancisidor Chirapozo     | Jesús Loroño                    |
| 1951 | Óscar Elguezabal                  | Jesús Morales Erostarbe         | Julián Aguirrezabal Gallastegui |
| 1952 | Óscar Elguezabal                  | Cosme Barrutia Iturriagoitia    | Jesús Morales Erostarbe         |
| 1953 | Hortensio Vidaurreta              | Óscar Elguezabal                | Cosme Barrutia Iturriagoitia    |
| 1954 | Cosme Barrutia Iturriagoitia      | Hortensio Vidaurreta            | Ponciano Arbelaiz               |
| 1955 | Cosme Barrutia Iturriagoitia      | Tomás Onaederra                 | Antón Barrutia                  |
| 1956 | Antonio Ferraz                    | Felipe Alberdi                  | José Aguirregomezcorta          |
| 1957 | Hortensio Vidaurreta              | Juan José Otegui                | José Ramón Azcárate             |
| 1958 | Fausto Iza                        | Antoni Karmany                  | Julio San Emeterio Abascal      |
| 1959 | Roberto Morales                   | Juan Manuel Menéndez            | Antón Barrutia                  |
| 1960 | Jacinto Urrestarazu               | José Segú                       | Fausto Iza                      |
| 1961 | Antón Barrutia                    | Julio San Emeterio Abascal      | Juan Campillo                   |
| 1962 | Roberto Morales                   | José Pérez Francés              | José Antonio Momene             |
| 1963 | Manuel Martín Piñera              | José Antonio Momene             | Candelas Domínguez              |
| 1964 | Sebastián Elorza Uría             | Jacinto Urrestarazu             | José Luis Bilbao Ereñozaga      |
| 1965 | Antonio Gómez del Moral           | Manuel Martín Piñera            | Eusebio Vélez                   |
| 1966 | Antonio Gómez del Moral           | Carlos Echeverría               | Gregorio San Miguel             |
| 1980 | Felipe Yáñez                      | Héctor Raúl Rondán              | Imanol Murga                    |
| 1981 | Marino Lejarreta                  | Federico Echave                 | Ángel Camarillo                 |
| 1982 | Juan-Carlos Alonso                | José Luis López Cerrón          | Felipe Yáñez                    |
| 1983 | Carlos Hernández Bailo            | Faustino Cuelli                 | Jesús Blanco Villar             |
| 1984 | Jesús Guzmán Delgado              | Alfonso Gutiérrez               | Sabino Angoitia Gaztelu         |
| 1985 | Antonio Esparza                   | Mathieu Hermans                 | Federico Echave                 |
| 1987 | Federico Echave                   | Antonio Balboa Rico             | Alberto Leanizbarrutia          |
| 1988 | José Luis Villanueva Orihuela     | Peter Huyghe                    | Melchor Mauri                   |
| 1989 | John Talen                        | Edwin Bafcop                    | Casimiro Moreda García Tizón    |
| 1990 | Víctor Gonzalo                    | Alfonso Gutiérrez               | Jean-Pierre Heynderickx         |
| 1991 | Adrie van der Poel                | Kenneth Weltz                   | Juan Carlos González Salvador   |
| 1992 | Mathieu Hermans                   | Johan Museeuw                   | Mario Manzoni                   |
| 1994 | Orlando Rodrigues                 | Juan Carlos González Salvador   | José Rodríguez                  |
| 1995 | Miika Hietanen                    | Manuel Fernández Ginés          | Christian Henn                  |
| 1996 | Arsenio González                  | Serguei Smetanin                | Ángel Edo                       |
| 1997 | Jeremy Hunt                       | Ángel Edo                       | Serguei Smetanin                |
| 1998 | Marcel Wüst                       | Jeremy Hunt                     | Óscar Freire                    |
| 1999 | Jesper Skibby                     | Michel Lafis                    | Francisco Mancebo               |
| 2000 | César García Calvo                | Alessandro Bertolini            | Rafael Díaz Justo               |
| 2001 | Alessandro Bertolini              | Francisco Cabello               | Koos Moerenhout                 |
| 2002 | Martin Elmiger                    | Pawieł Brutt                    | Jan Hruška                      |
| 2003 | Roberto Lozano Montero            | Martin Elmiger                  | Constantino Zaballa             |
| 2004 | Gert Vanderaerden                 | Constantino Zaballa             | Javier Pascual Rodríguez        |
| 2005 | David Fernández Domingo           | Rubén Lobato                    | David Herrero                   |
| 2006 | Mikel Gaztañaga                   | Carlos Torrent                  | Javier Benítez Pomares          |
| 2007 | Vicente Reynès                    | Takashi Miyazawa                | José Joaquín Rojas              |
| 2008 | Reinier Honig                     | Koldo Fernández                 | Enrique Mata                    |
| 2009 | Koldo Fernández                   | Juan Pablo Forero               | Mikel Gaztañaga                 |
| 2010 | Francisco Pacheco                 | Andrea Piechele                 | Francisco Antón                 |
| 2011 | Juan José Lobato                  | Stéphane Poulhiès               | Joaquim Rodríguez               |
| 2012 | Giovanni Visconti                 | Danilo Di Luca                  | Enrique Sanz                    |
| 2013 | Juan José Lobato                  | Armindo Fonseca                 | Egoitz García                   |
| 2014 | Carlos Barbero                    | Luca Chirico                    | Pello Bilbao                    |
| 2015 | Nacer Bouhanni                    | Juan José Lobato                | Carlos Barbero                  |
| 2016 | Diego Ulissi                      | Simon Yates                     | José Herrada                    |
| 2017 | Carlos Barbero                    | Ángel Madrazo                   | José Herrada                    |
| 2018 | Alex Aranburu                     | Carlos Barbero                  | Jon Aberasturi                  |
| 2019 | Jon Aberasturi                    | Alex Aranburu                   | Lorrenzo Manzin                 |
| 2020 | Damiano Caruso                    | Giacomo Nizzolo                 | Eduard Prades                   |
| 2021 | Giacomo Nizzolo                   | Giovanni Aleotti                | Santiago Buitrago               |
| 2022 | Juan Ayuso                        | Andrea Piccolo                  | Wilco Kelderman                 |
| 2023 | Aleksiej Łucenko                  | Tony Gallopin                   | Simone Velasco                  |
| 2024 | Jon Barrenetxea                   | Clément Champoussin             | Orluis Aular                    |
| 2025 |                                   |                                 |                                 |